# Anacraga gugelmanni
Anacraga gugelmanni is een vlinder uit de familie van de Dalceridae. De wetenschappelijke naam van de soort is voor het eerst geldig gepubliceerd in 1916 door Dyar.